# Croton bigbendensis
Croton bigbendensis är en törelväxtart som beskrevs av Billie Lee Turner. Croton bigbendensis ingår i släktet Croton och familjen törelväxter. Inga underarter finns listade i Catalogue of Life.